# دوبوکا (کوچوو)
دوبوکا (به صربی: Duboka) یک منطقهٔ مسکونی در صربستان است که در کوچوو واقع شده‌است. دوبوکا ۱٬۱۱۰ نفر جمعیت دارد.